# Selección femenina de rugby de Suiza
La selección femenina de rugby de Suiza es el equipo nacional que representa a la Swiss Rugby Union en competencias internacionales.

## Historia
Aunque Suiza participó regularmente en los torneos europeos de rugby a siete desde 2003, no fue hasta 2009 que formó un equipo de quince. En 2011, tras dos años jugando únicamente contra clubes de países vecinos, Suiza se convirtió en el 56.º equipo internacional en disputar partidos de prueba al enfrentarse a Bélgica en el Kituro Rugby Club de Schaerbeek, cerca de Bruselas.

## Participación en copas
| - No ha clasificado - Bélgica 2014: 4° puesto - Suiza 2015: 2° puesto - España 2016: 5° puesto | - Europa 2019: 2° puesto - Europa 2020: Cancelado - Europa 2021-22: 4° puesto |